# Bolitoglossa gracilis
Espèce
Statut de conservation UICN

 VU D2 : Vulnérable
Bolitoglossa gracilis est une espèce d'urodèles de la famille des Plethodontidae.

## Répartition
Cette espèce est endémique de la province de Cartago au Costa Rica. Elle se rencontre sur deux sites dans les environs de Tapantí, entre 1 225 à 1 280 m d'altitude.

## Description
Bolitoglossa gracilis mesure de 83 à 91 mm dont 55 à 58 % pour la queue.

## Publication originale
- Bolaños, Robinson & Wake, 1987 : A new species of salamander (genus Bolitoglossa) from Costa Rica. Revista de Biología Tropical, vol. 35, p. 87-91.